# Інге Янссен
Інге Янссен (нід. Inge Janssen, нар. 20 квітня 1989, Ворбург, Нідерланди) — нідерландська веслувальниця, срібна призерка Олімпійських ігор 2016 року, чемпіонка світу.

## Виступи на Олімпіадах
| Олімпіада           | Дисципліна     | Місце |
| ------------------- | -------------- | ----- |
| Лондон 2012         | парні двійки   | 8     |
| Ріо-де-Жанейро 2016 | парна четвірка | 2     |

## Зовнішні посилання
- Інге Янссен — олімпійська статистика на сайті Sports-Reference.com (англ.) (архівна версія)
- Профіль [Архівовано 8 січня 2021 у Wayback Machine.] на сайті FISA.

1. ↑  Inge Janssen